# Hartley Saunders
Hartley Cecil Saunders (ur. 7 listopada 1943, zm. 9 czerwca 2004 w Silver Spring) – bahamski lekkoatleta, olimpijczyk.
Uczestnik Letnich Igrzysk Olimpijskich 1964 w trójskoku. Z wynikiem 14,59 m zajął 29. miejsce wśród 34 startujących zawodników. Był pierwszym Bahamczykiem, który wystartował na igrzyskach olimpijskich w konkurencjach technicznych.
Na Igrzyskach Imperium Brytyjskiego i Wspólnoty Brytyjskiej 1966 wystartował w dwóch konkurencjach: trójskoku (14,90 m) i rzucie oszczepem (46,54 m), zajmując w obu konkurencjach 11. miejsce.
Rekord życiowy w trójskoku – 15,49 m (1969).